# إيلستون تيرنر
إيلستون تيرنر (بالإنجليزية: Elston Turner)‏ مواليد 10 يونيو 1959 في نوكسفيل، هو مدرب كرة سلة أمريكي ولاعب معتزل. بدأ مسيرته الاحترافية في سنة 1981. تم اختياره من قبل فريق دالاس مافيريكس خلال الدرافت. وهو مدرب مساعد لفريق سكرامنتو كينغز في الرابطة الوطنية لكرة السلة. يبلغ طوله 6 قدم 5 بوصة (2.0 م). اعتزل اللعب في 1995. أحرز خلال مسيرته في الإن بي إيه 2397 نقطة بمعدل 4.7 نقاط في المباراة الواحدة.

## المسيرة الاحترافية
لعب مع دالاس مافيريكس من سنة 1981 إلى 1984، ثم لعب مع دنفر ناغتس من سنة 1984 إلى 1986، ثم لعب مع شيكاغو بولز من سنة 1986 إلى 1988، ثم لعب مع دنفر ناغتس في موسم 1988–1989، ثم لعب مع نادي جرانوليريس لكرة السلة في الدوري الإسباني في سنة 1990، ثم لعب مع فيكتوريا يبرتاس بيزارو في الدوري الإيطالي في سنة 1990.

## روابط خارجية
- إيلستون تيرنر على موقع إن بي أي (الإنجليزية)
- إيلستون تيرنر على موقع سبورتس رفرنس (الإنجليزية)
- إيلستون تيرنر على موقع الدوري الإسباني لكرة السلة (الإسبانية)
- إيلستون تيرنر على موقع كلية كرة السلة في سبورتس رفرنس.كوم (الإنجليزية)
- إيلستون تيرنر على موقع ريلجم (الإنجليزية)
- إيلستون تيرنر على موقع بروبوليرز (الإنجليزية)
- إيلستون تيرنر على موقع سبورتس رفرنس (الإنجليزية)
- إيلستون تيرنر على موقع سبورتس رفرنس (الإنجليزية)